# Liste der Kulturgüter in Rickenbach LU
Die Liste der Kulturgüter in Rickenbach LU enthält alle Objekte in der Gemeinde Rickenbach im Kanton Luzern, die gemäss der Haager Konvention zum Schutz von Kulturgut bei bewaffneten Konflikten, dem Bundesgesetz vom 20. Juni 2014 über den Schutz der Kulturgüter bei bewaffneten Konflikten sowie der Verordnung vom 29. Oktober 2014 über den Schutz der Kulturgüter bei bewaffneten Konflikten unter Schutz stehen.
Objekte der Kategorie A sind im Gemeindegebiet nicht ausgewiesen, Objekte der Kategorie B sind vollständig in der Liste enthalten, Objekte der Kategorie C fehlen zurzeit (Stand: 1. Januar 2023). Unter übrige Baudenkmäler sind zusätzliche Objekte zu finden, die im kantonalen Denkmalverzeichnis verzeichnet und nicht bereits in der Liste der Kulturgüter enthalten sind.

## Kulturgüter
| Foto | | Objekt                                                                        | Kat. | Typ | Standort                                          | Beschreibung |
| ---- | --- | ----------------------------------------------------------------------------- | ---- | --- | ------------------------------------------------- | ------------ |
| ja   | Datei hochladen · Wikidata zu Katholische Kirche St. Mauritius mit Beinhaus (Q29785790)                   | Katholische Kirche St. Mauritius mit Beinhaus KGS-Nr.: 03862                  | B    | G   | Pfeffikon, Löwenstrasse 1.2, N.N. 655940 / 233460 |              |
| BW   | Datei hochladen · Wikidata zu Pfarrhaus (Q29785791)                                                       | Pfarrhaus KGS-Nr.: 03863                                                      | B    | G   | Pfeffikon, Löwenstrasse 2 655985 / 233484         |              |
| BW   | Datei hochladen · Wikidata zu Kirchenareal mit Schulhausbereich Pfeffikon, römischer Gutshof (Q120768446) | Kirchenareal mit Schulhausbereich Pfeffikon, römischer Gutshof KGS-Nr.: 17154 | B    | F   | Pfeffikon 655993 / 233505                         |              |
| BW   | Datei hochladen · Wikidata zu Mittelalterliche Burgruine Hintere Rinach (Q120768593)                      | Hintere Rinach, mittelalterliche Burgruine KGS-Nr.: 17155                     | B    | F   | Burgrain 653000 / 231445                          |              |
| BW   | Datei hochladen · Wikidata zu Frühmittelalterliche Gräber Grütacher (Q120768763)                          | Grütacher, frühmittelalterliche Gräber KGS-Nr.: 17156                         | B    | F   | 653888 / 228891                                   |              |

## Übrige Baudenkmäler
| ID  | Foto |                                                            | Objekt          | Typ | Standort                                     | Beschreibung |
| --- | ---- | ---------------------------------------------------------- | --------------- | --- | -------------------------------------------- | ------------ |
| 37  | ja   | Datei hochladen · Wikidata zu Kapelle Mullwil (Q117828264) | Kapelle Mullwil | G   | Mullwil 6.1 653060 / 232225                  |              |
| 70a | BW   | Datei hochladen                                            | Beinhauskapelle | G   | Pfeffikon, Löwenstrasse N.N. 655966 / 233458 |              |

Legende: Siehe Legende der Liste der Kulturgüter von nationaler und regionaler Bedeutung. Anstelle der KGS-Nummer wird als Objekt-Identifikator (ID) die Gebäudenummer im kantonalen Denkmalverzeichnis verwendet.